# Ficus densechini
Ficus densechini är en mullbärsväxtart som beskrevs av Edred John Henry Corner. Ficus densechini ingår i släktet fikonsläktet, och familjen mullbärsväxter. Inga underarter finns listade i Catalogue of Life.